# Dialetto norfuk
Il norfuk, o norfolk, è un dialetto della lingua pitcairnese parlato dalla popolazione dell'Isola Norfolk, sotto amministrazione dell'Australia.
La lingua deriva dall'incrocio tra la lingua parlata dagli ammutinati del Bounty, un inglese settecentesco, con la lingua parlata dalle loro mogli e compagne originarie di Tahiti. Questo gruppo di ammutinati approdò su Pitcairn nel 1790 dove, soprattutto a causa della difficoltà di comunicazione tra i marinai e le indigene, si sviluppò naturalmente questo idioma. Nel 1856 alcuni abitanti di Pitcairn lasciarono l'isola in favore di Norfolk, dove importarono questa lingua. Essa è tuttora parlata nelle due isole, con delle leggere varianti.
La lingua, benché scritta su base dell'inglese, non aveva mai avuto delle regole ben precise sinché, dopo diverso tempo dedicato agli studi, Alice Inez Buffett ha pubblicato una piccola enciclopedia, contenente le principali strutture grammaticali e frasi comuni della lingua, oltre ad un vasto dizionario Norfolk-Inglese intitolata Speak Norfolk Today (ISBN 0-646-37359-5).

## Vocabolario

### Pronomi personali
| Inglese | Norfuk                           |
| ------- | -------------------------------- |
| I       | ai                               |
| You     | yu (singolare), yorlye (plurale) |
| He      | hi                               |
| She     | shi                              |
| We      | wi                               |
| They    | dem                              |